# Rivaldo
Rivaldo Vítor Borba Ferreira (Recife, 19 april 1972), voetbalnaam Rivaldo, is een Braziliaanse voormalig profvoetballer. Hij speelde 74 keer voor het Braziliaans voetbalelftal, waarmee hij onder meer het wereldkampioenschap voetbal 2002 won. Als speler van FC Barcelona werd Rivaldo in 1999 verkozen tot Europees- en Wereldvoetballer van het Jaar.

## Jeugd
Rivaldo groeide op in grote armoede. Met zijn ouders, twee broers en twee zussen woonde hij in de favelas (sloppenwijken) van de noordoostelijke havenstad Recife. Zijn uiterlijk toont ook op volwassen leeftijd de armoede en ondervoeding die Rivaldo in zijn jeugd kende: ingevallen oogkassen, dunne gekromde benen en een rij kunsttanden doordat verschillende van zijn echte tanden door een chronisch gebrek aan vitaminerijk voedsel zijn weggerot. De problemen uit zijn jeugd hebben ertoe geleid dat Rivaldo later de Rivaldo Foundation zou oprichten, die zich inzet voor de kinderen in de favelas van de Braziliaanse steden. Om geld te verdienen verkocht Rivaldo samen met zijn broers Ricardo en Rinaldo etenswaren en frisdrank langs de kant van de wegen. In zijn vrijetijd hielden de broers zich vooral bezig met straatvoetbal. Toen Rivaldo 16 jaar oud was, overleed zijn vader nadat deze was overreden door een stadsbus.

## Clubvoetbal

### Beginjaren
Uiteindelijk werd Rivaldo op 16-jarige leeftijd door scouts van Santa Cruz de Recife ontdekt op een jeugdtoernooi in Recife. Rivaldo mocht naar de club komen, maar geld voor een buskaartje had hij destijds niet en daarom liep hij dagelijks twintig kilometer heen en terug om te kunnen trainen. Op 17-jarige leeftijd legde hij tests af bij RSC Anderlecht, maar werd er doorgestuurd. In 1991 kreeg Rivaldo zijn eerste profcontract bij Santa Cruz en een jaar later, in 1992, vertrok hij naar Mogi-Mirim, de club waarvan hij een tijdlang voorzitter was na zijn spelersloopbaan. Rivaldo tekende in 1993 voor SC Corinthians. Na anderhalf seizoen werd hij gecontracteerd door SE Palmeiras. Bij deze club won Rivaldo zijn eerste prijzen in de vorm van de Braziliaanse landstitel in 1994 en het kampioenschap van de staat São Paulo in 1996. In 1996 vertrok de aanvaller voor 9.2 miljoen dollar naar het Spaanse Deportivo La Coruña.

### FC Barcelona
In 1997 werd Rivaldo voor 4 miljard peseta's (circa 24 miljoen euro) aangekocht door FC Barcelona als vervanger van zijn landgenoot Ronaldo, die naar Internazionale in Italië was vertrokken. Bij FC Barcelona werd Rivaldo een wereldster en met de Catalaanse club won de Braziliaan twee landstitels (1998, 1999) en de Copa del Rey (1998). In de UEFA Champions League wilde het voor Rivaldo en FC Barcelona minder goed lukken met tweemaal uitschakeling in de eerste ronde (1997/1998, 1998/1999) en eenmaal uitschakeling in de halve finale (1999/2000).
Rivaldo raakte eind 1999 in conflict met toenmalig trainer Louis van Gaal. Van Gaal zag de Braziliaan als linkervleugelaanvaller in het 4-3-3-systeem, terwijl Rivaldo meer zag in een vrije rol achter de spitsen. De situatie escaleerde en kort na het winnen van de Gouden Bal als Europees voetballer van het jaar maakte Rivaldo aan zijn trainer en medespelers bekend niet meer als linkervleugelaanvaller te willen spelen. Dit leidde ertoe dat Van Gaal zijn Braziliaanse ster op 21 december uit de selectie zette. Na twee weken maakte Rivaldo zijn excuses en keerde hij terug in het elftal. Uiteindelijk is het in juni 2000 Van Gaal die moet vertrekken als trainer van FC Barcelona, terwijl Rivaldo na een forse salarisverhoging bij de club blijft.
In het seizoen 2000/2001 was Rivaldo na het vertrek van de Portugees Luís Figo de enige echte ster in het elftal van FC Barcelona. Als individualist pur sang stelde hij zichzelf boven het teambelang, maar desondanks was Rivaldo meerdere malen van grote waarde voor Barça. FC Barcelona won echter geen prijzen, maar Rivaldo werd met 36 doelpunten wel topscorer van de club (23 in competitie, 2 in de beker, 6 in de Champions League en 5 in de UEFA Cup). Zijn beste prestaties in het het seizoen 2000/2001 waren een drietal hattricks.
Zijn eerste hattrick maakte Rivaldo in oktober 2000 tegen AC Milan in de eerste groepsronde van de Champions League. In Stadio Giuseppe Meazza werd het 3-3 en de Braziliaan scoorde tweemaal uit een vrije trap en één keer koppend uit een voorzet. Zijn tweede hattrick van het seizoen was officieel eigenlijk geen hattrick. In maart 2001 scoorde Rivaldo drie keer tegen Real Madrid in Estadio Santiago Bernabéu, maar het derde doelpunt van de Braziliaan in blessurtijd werd ten onrechte afgekeurd omdat 3 spelers buitenspel stonden die vermeend betrokken waren bij het afstandschot van de nummer 10,maar op de beelden was te zien dat het afgekraakte schot van Rivaldo door een Madrileens been werd aangeraakt. Hierdoor eindigde de wedstrijd in 2-2. Zijn meest belangrijke hattrick maakte Rivaldo op de slotspeeldag van de Primera División in de thuiswedstrijd tegen Valencia CF. Zijn driepunter zorgde er niet alleen voor dat FC Barcelona een 3-2-overwinning behaalde, maar ook dat de club op de vierde plaats eindigde die recht gaf op een plaats in de voorronde van de Champions League voor het seizoen 2001/2002. Tot de laatste speeldag stond Valencia CF op de vierde plaats, maar door de overwinning op de directe concurrent kwam FC Barcelona op een gelijk aantal punten, waarna Barça als vierde eindigde op basis van een beter onderling resultaat (0-1 in Valencia, 3-2 in Barcelona). Het eerste doelpunt maakte Rivaldo tegen Valencia CF vanuit een voor hem karakteristieke vrije trap, nummer twee was een afstandschot en zijn derde doelpunt in de slotminuut was het mooiste van allemaal, een omhaal.
Het seizoen 2001/2002 werd het slechtste seizoen van Rivaldo in dienst van FC Barcelona. Het jaargang begon weliswaar goed voor de Braziliaan, want met drie doelpunten in het uitduel tegen Wisła Kraków (3-4; thuis 1-0) in de voorrondes van de Champions League leidde hij FC Barcelona naar het hoofdtoernooi. Daarna zakte Rivaldo door blessures en ernstige vormcrisis ver terug. Hij zou slechts veertien doelpunten maken in het seizoen 2001/2002, waarvan acht in de Primera División en zes in de Champions League. Na dit slechte seizoen keerde bovendien Louis van Gaal terug als trainer bij FC Barcelona. Gezien zijn slechte prestaties en de conflicten met de Nederlandse trainer in diens eerste periode bij de club, leek de tijd van Rivaldo bij FC Barcelona erop te zitten. Na een goed WK 2002 (zie onder) hoopten de fans dat Rivaldo zijn vorm op clubniveau zou kunnen doorzetten en bovendien leek Rivaldo zich te willen schikken in de wensen van Van Gaal. Hij gaf dit onder meer aan met de woorden "Ik wil zelfs op doel gaan staan als Van Gaal dat vraagt". Uiteindelijk stelde Van Gaal geen prijs meer op de aanwezigheid van Rivaldo en de Braziliaan moest net als Abelardo Fernández en Sergi Barjuán, twee andere critici uit Van Gaal's eerste periode, vertrekken.

### Laatste jaren
Op 28 juli 2002 tekende Rivaldo een meerjarig contract bij AC Milan. In zijn eerste seizoen bereikte hij iets wat hem bij FC Barcelona nooit was gelukt, het winnen van een Europese titel. Rivaldo won met AC Milan de UEFA Champions League door in de finale na strafschoppen te winnen van Juventus. Groot was het aandeel van Rivaldo echter niet in de winst van de Champions League, aangezien de Braziliaan vooral op de reservebank zat. Ook in de competitie kreeg hij nauwelijks speeltijd, helemaal na de komst van Kaká, zijn landgenoot en concurrent op de positie van schaduwspits/aanvallende middenvelder, in augustus 2003. Rivaldo besloot daarom AC Milan te verlaten en in januari 2004 tekende hij bij Cruzeiro EC in Brazilië. Rivaldo speelde daar echter maar tien duels en hij stapte op uit solidariteit met zijn ontslagen coach Vanderlei Luxemburgo. Vanaf juli 2004 stond Rivaldo onder contract bij het Griekse Olympiakos Piraeus. Hij leidde de club in 2004/05, 2005/06 en 2006/07 naar de nationale titel. Direct na het laatste kampioenschap werd bekend dat Rivaldo de volgende twee seizoenen zou uitkomen voor concurrent AEK Athene. Na hier één seizoen te hebben gespeeld, werd bekend dat hij zou vertrekken naar FC Bunyodkor in Oezbekistan, dat voorheen PFC Kuruvchi heette. Deze club baarde enkele weken daarvoor ook al opzien door de vermeende belangstelling voor Samuel Eto'o van FC Barcelona; tot een akkoord kwam het overigens niet. Aanvankelijk leek AEK Athene geen medewerking te verlenen bij de transfer, maar uiteindelijk werd er toch een akkoord bereikt voor de overstap. Met deze transfer ging een slordige 10 miljoen euro gepaard. Rivaldo tekende een contract voor twee jaar. Bij zijn debuut voor FC Bunyodkor scoorde Rivaldo twee keer in de wedstrijd tegen Mash'al. Bunyodkor won de wedstrijd met 2-0.
De tweede seizoenshelft van het seizoen 2010/11 werd Rivaldo verhuurd aan São Paulo FC, uit zijn geboorteland. Hier scoorde hij direct bij zijn debuut. In januari 2012 bood hij zijn diensten aan bij de Belgische kampioen KRC Genk, maar zij moesten niets van hem weten. Uiteindelijk vertrok hij naar het Angolese Kabuscorp SC. Bij zijn Braziliaanse comeback in 2013 maakte hij meteen een doelpunt voor AD São Caetano. Begin 2014 kwam hij nog kortstondig uit voor Mogi Mirim, waarvan hij voorzitter was. Eind 2014 baarde Rivaldo opzien door via Instagram op zoek te gaan naar nieuwe investeerders voor deze club. Op 15 maart 2014 besloot hij op 41-jarige leeftijd om te stoppen met voetballen. In juli 2015 maakte hij zijn comeback bij Mogi Mirim, dat onderaan stond in de Série B. Op 14 juli 2015 scoorden Rivaldo en zijn zoon allebei in een met 3-1 gewonnen wedstrijd. Vanwege blessures moest hij in augustus weer stoppen en hij legde tevens het voorzitterschap van de club neer en ook zijn zoon vertrok bij Mogi Mirim.

## Nationaal elftal
Rivaldo maakte in december 1993 zijn debuut in het Braziliaans elftal. Hij maakte het enige doelpunt in een 1-0-overwinning op Mexico. Voor het WK 1994 werd Rivaldo echter niet opgenomen in de Braziliaanse selectie.
Op de Olympische Zomerspelen van 1996 in Atlanta won Rivaldo met Brazilië de bronzen medaille. Desondanks kreeg hij veel kritiek te verwerken, aangezien men in Brazilië niet genoegen nam met minder dan goud. Rivaldo werd als een van de drie dispensatiespelers van ouder dan 23 jaar in de Olympische ploeg verantwoordelijk gehouden voor het 4-3-verlies in de halve finale tegen latere winnaar Nigeria. Mede door deze felle kritiek besloot Rivaldo de overstap te maken naar Deportivo La Coruña om zo Brazilië te kunnen ontvluchten.
Rivaldo speelde met De Goddelijke Kanaries op twee toernooien om de Copa América. Zowel in 1997 als 1999 ging de Zuid-Amerikaanse titel naar Brazilië. In 1999 werd Rivaldo met vijf doelpunten, waarvan twee in de finale tegen Uruguay, bovendien topscorer van het toernooi.
Verder was Rivaldo actief op twee WK's. In 1998 haalde Rivaldo met Brazilië de finale, waarin met 3-0 werd verloren van Frankrijk. De aanvaller maakte drie doelpunten, één tegen Marokko in de groepsfase en twee tegen Denemarken in de kwartfinale. In 2002 won Rivaldo met Brazilië de wereldtitel. Hij speelde in alle zeven wedstrijden en scoorde vijf keer. Rivaldo maakte zijn doelpunten in de groepsfase tegen Turkije (strafschop), China en Costa Rica, in de achtste finale tegen België en in de kwartfinale tegen Engeland. Bovendien gaf hij de assist op Ronaldo voor het openingsdoelpunt in de finale tegen Duitsland. Uiteindelijk werd in de eindstrijd met 2-0 gewonnen door een tweede doelpunt van Ronaldo. Naast door zijn doelpunten viel Rivaldo op het WK 2002 ook op door zijn inzet voor het elftal. Bij FC Barcelona acteerde hij vaak als individualist, op het WK werkte de Braziliaan hard voor de ploeg, verdedigde mee en was bij aanvallen niet zelfzuchtig als andere spelers meer scoringskans hadden.
Doordat Rivaldo bij AC Milan vaak op de bank zat, raakte hij steeds meer uit beeld bij het nationale elftal. Uiteindelijk kwam de aanvaller tot 72 interlands en 34 doelpunten voor de Seleção.

## Spelerstatistieken
| Seizoen               | Club                 | Land        | Competitie            | Wedstrijden | Doelpunten |
| --------------------- | -------------------- | ----------- | --------------------- | ----------- | ---------- |
| 1992                  | Mogi-Mirim           | Brazilië    | Campeonato Brasileiro | 27          | 9          |
| 1993                  | → Corinthians (huur) | Brazilië    | Campeonato Brasileiro | 19          | 11         |
| 1994                  | → Corinthians (huur) | Brazilië    | Campeonato Brasileiro | 22          | 6          |
| 1994                  | Palmeiras            | Brazilië    | Campeonato Brasileiro | 29          | 13         |
| 1995                  | Palmeiras            | Brazilië    | Campeonato Brasileiro | 45          | 17         |
| 1996                  | Palmeiras            | Brazilië    | Campeonato Brasileiro | 30          | 23         |
| 1996/97               | Deportivo La Coruña  | Spanje      | Primera División      | 41          | 21         |
| 1997/98               | FC Barcelona         | Spanje      | Primera División      | 34          | 19         |
| 1998/99               | FC Barcelona         | Spanje      | Primera División      | 37          | 24         |
| 1999/00               | FC Barcelona         | Spanje      | Primera División      | 32          | 12         |
| 2000/01               | FC Barcelona         | Spanje      | Primera División      | 35          | 23         |
| 2001/02               | FC Barcelona         | Spanje      | Primera División      | 20          | 8          |
| 2002/03               | AC Milan             | Italië      | Serie A               | 22          | 5          |
| 2003/04               | AC Milan             | Italië      | Serie A               | 0           | 0          |
| 2004                  | Cruzeiro             | Brazilië    | Campeonato Brasileiro | 10          | 1          |
| 2004/05               | Olympiakos Piraeus   | Griekenland | Alpha Ethniki         | 23          | 12         |
| 2005/06               | Olympiakos Piraeus   | Griekenland | Alpha Ethniki         | 21          | 7          |
| 2006/07               | Olympiakos Piraeus   | Griekenland | Alpha Ethniki         | 25          | 17         |
| 2007/08               | AEK Athene           | Griekenland | Alpha Ethniki         | 35          | 12         |
| 2008/09               | Bunyodkor            | Oezbekistan | Oliy Liga             | 24          | 11         |
| 2009/10               | Bunyodkor            | Oezbekistan | Oliy Liga             | 30          | 20         |
| 2010/11               | Bunyodkor            | Oezbekistan | Oliy Liga             | 11          | 6          |
| 2010/11               | → São Paulo (huur)   | Brazilië    | Campeonato Brasileiro | 29          | 5          |
| 2011/2012             | Kabuscorp            | Angola      | Girabola              | 21          | 11         |
| 2013                  | São Caetano          | Brazilië    | Série B               | 7           | 0          |
| 2014                  | Mogi-Mirim           | Brazilië    | Série A               | 1           | 0          |
| 2015                  | Mogi-Mirim           | Brazilië    | Série B               | 2           | 1          |
|                       |                      |             | Totaal:               | 623         | 294        |
| Bijgewerkt 01-07-2015 |                      |             |                       |             |            |

## Erelijst
Palmeiras
- Campeonato Brasileiro Série A: 1994
- Campeonato Paulista: 1994, 1996

 FC Barcelona
- UEFA Super Cup: 1997
- Primera División: 1997/98, 1998/99
- Copa del Rey: 1997/98

 AC Milan
- UEFA Champions League: 2002/03
- UEFA Super Cup: 2003
- Coppa Italia: 2002/03

 Cruzeiro
- Campeonato Mineiro: 2004

 Olympiakos
- Super League: 2004/05, 2005/06, 2006/07
- Beker van Griekenland: 2004/05, 2005–06

  Bunjodkor
- Oliy liga: 2008, 2009, 2010
- Beker van Oezbekistan: 2008, 2010

 Brazilië
- FIFA WK: 2002
- FIFA Confederations Cup: 1997
- CONMEBOL Copa América: 1999
- Umbro Cup: 1995

Individueel
- Braziliaanse Hall of Fame
- Bola de Prata: 1993, 1994
- La Liga Buitenlands Speler van het Jaar: 1997/98
- FIFA WK All-Star Team: 1998, 2002
- ESM Team van het Jaar: 1998/99, 1999/00
- World Soccer Speler van het Jaar: 1999
- Onze d'Or: 1999
- Ballon d'Or: 1999
- FIFA Wereldvoetballer van het Jaar: 1999
- Topscorer CONMEBOL Copa América: 1999
- Speler van het Toernooi–Copa América: 1999
- Trofeo EFE: 1999
- Topscorer UEFA Champions League: 1999/00
- IFFHS Topscorer van de Wereld: 2000
- FIFA Wereldvoetballer van het Jaar: (brons) 2000
- FIFA WK Zilveren Schoen: 2002
- FIFA XI: 2002
- FIFA 100
- Grieks Buitenlands Voetballer van het Jaar: 2006, 2007
- Topscorer Oliy liga: 2009